# Coverlock
Coverlock je speciální šicí stroj, který šije speciálním spodem krycím stehem.
Coverlock slouží zejména k zapravení (zakončení) oděvů např. spodní lem u triček, halenek, mikin apod. , ale také na zapravení rukávů, nohavic apod.						
Speciální krycí steh - je to prádlový steh který je z lícní strany šitý rovně dvoj nebo troj jehlou a z rubové strany je steh krycí tvořen smyčkami.
Coverlocky se dříve používaly jen v průmyslové výrobě nyní se s ním setkáváme i v některých domácnostech. Coverlock má různé druhy stehů 2, 3, 4 a 5nitné např. prádlový-trojjehlový, úzký a široký, řetízkový, obšívací, zajišťovací apod.